# کفر عمیم، حماة
کفر عمیم (به عربی: کفر عمیم) یک روستا در سوریه است که در حماه واقع شده‌است. کفر عمیم ۱٬۰۶۳ نفر جمعیت دارد.